# Chrysler Crossfire
Chrysler Crossfire – samochód sportowy klasy kompaktowej produkowany pod amerykańską marką Chrysler w latach 2003 – 2008.

## Historia i opis modelu

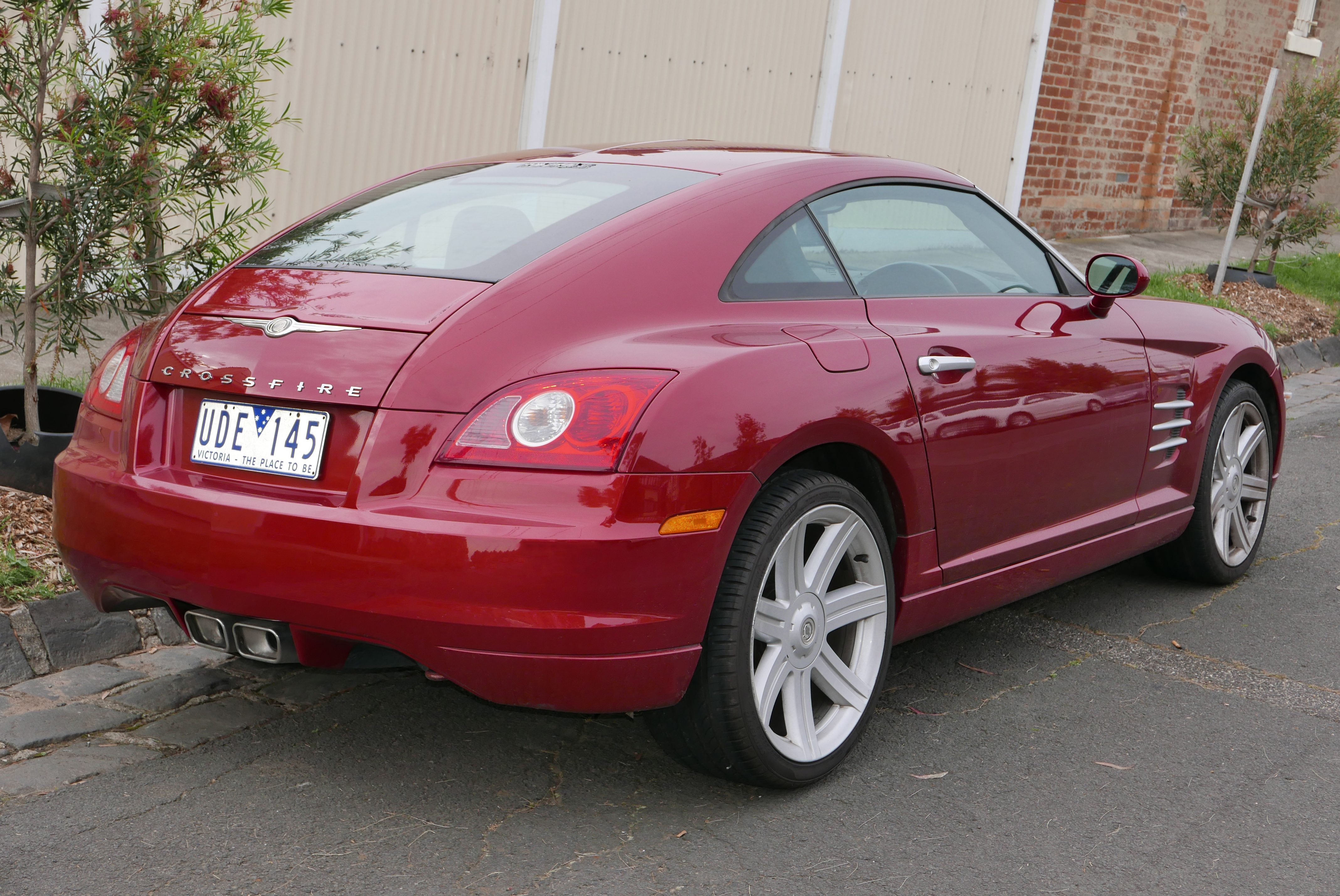
Chrysler Crossfire - tył

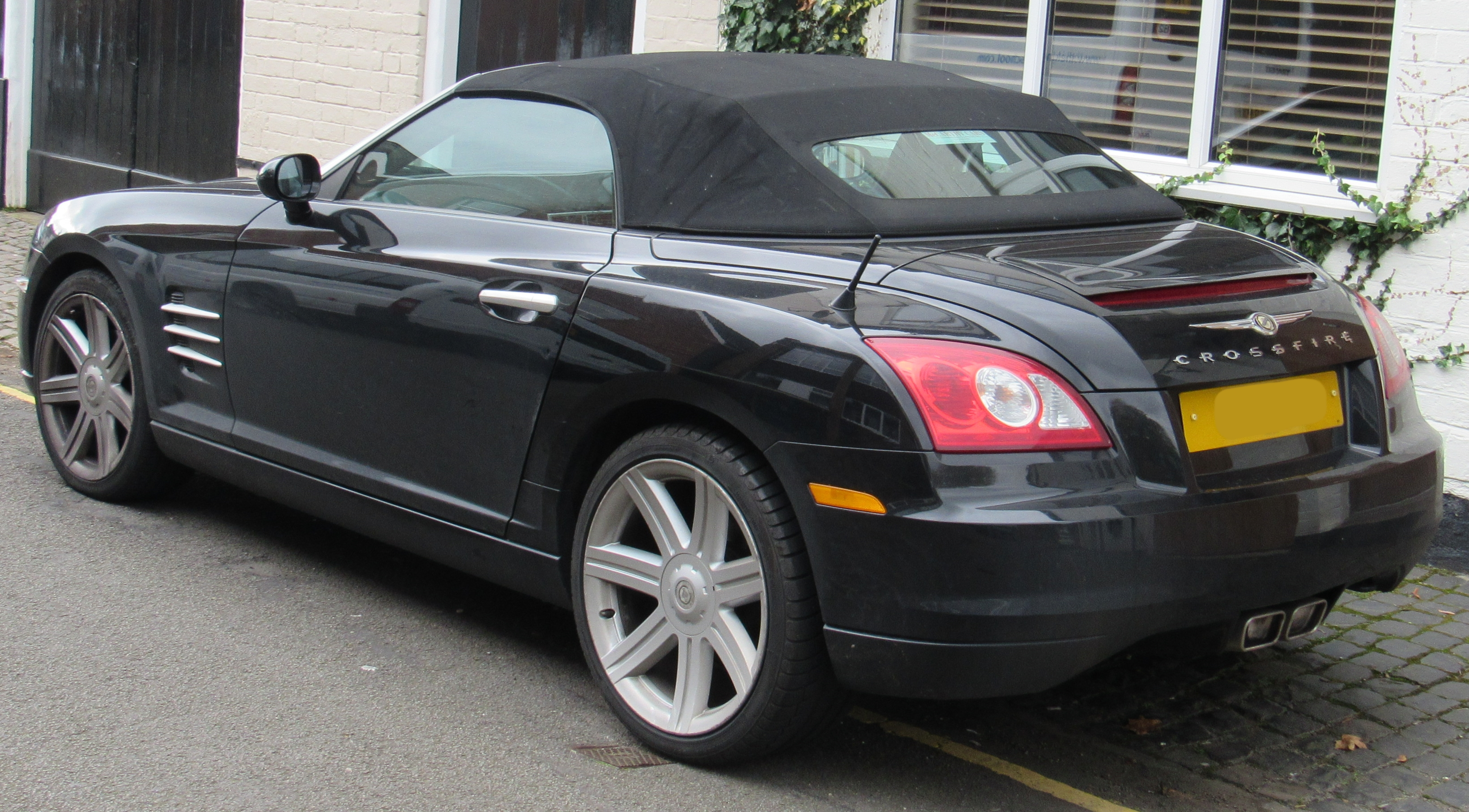
Chrysler Crossfire Roadster

W listopadzie 2002 roku na Los Angeles Auto Show Chrysler zaprezentował nowy, kompaktowy samochód sportowy zbudowany we współpracy z Mercedes-Benz w ramach istniejącego wówczas sojuszu DaimlerChrysler. Crossfire był bliźniaczym modelem w stosunku do Mercedesa SLK, dzieląc z nim ponad 80% podzespołów. Pomimo unikalnego wyglądu, Chrysler Crossfire dzielił z modelem Mercedesa identyczny projekt kokpitu, różniąc się jedynie m.in. chromowanymi wykończeniem. W 2004 roku ofertę uzupełniła odmiana roadster z otwieranym, miękkim dachem.
Standardowo Crossfire wyposażony był w 6-biegową manualną skrzynię biegów, na życzenie w pięciobiegowy automat. Wersje Base (Standard) oraz Limited napędzane były przez silnik V6 o pojemności 3,2 l. Napęd przenoszony był na koła tylne.

### Wersje wyposażeniowe
- Limited
- Base
- SRT-6

### Produkcja
| Rok                     | 2003   | 2004   | 2005   | 2006  | 2007  |
| ----------------------- | ------ | ------ | ------ | ----- | ----- |
| Wyprodukowane samochody | 35.700 | 28.000 | 12.500 | 4.805 | 2.000 |

### Wersje
| Silnik | Pojemność | Moc maksymalna | Moment obrotowy | 0–100 km/h                        |
| ------ | --------- | -------------- | --------------- | --------------------------------- |
| V6     | 3,2 litra | 218 KM         | 310 N·m         | 6,5 s (6-biegowa skrzynia ręczna) |
| V6 SC  | 3,2 litra | 335 KM         | 447 N·m         | 5,2 s (5-biegowy automat)         |